# Humbert de Silva Candida
Humbert de Silva Candida o Humbert de Moyenmoutier (c. 1000 - † 5 de maig de 1061) fou un cardenal francès que va col·laborar amb el Papa Lleó IX al govern de l'Església Catòlica. També se'l relaciona amb Pere Damià i Gregori VII com un dels autors de la reforma gregoriana del segle xi.

## Biografia
Originari de la Borgonya, va estudiar a l'abadia de Moyenmoutier, i l'any 1015 es va fer benedictí.
Fou secretari i conseller del bisbe de Toul, Bruno, que després de ser escollit Papa l'any 1049 amb el nom de Lleó IX, el va crear cardenal-bisbe de la diòcesi suburbicària de Santa Rufina (Silva Candida) i el va nomenar també arquebisbe de Palerm, tot i que no va prendre mai possessió d'aquesta seu.
El 1049 va participar en el sínode de Laterà on va donar suport a la idea del Papa Lleó IX de declarar nul·les totes les ordenacions sacerdotals i episcopals realitzades per simonia. Tanmateix, la moció va trobar la forta oposició de Pere Damià i de la resta del clergat de Roma per por que les esglésies de Roma es quedessin sense prou sacerdots per als serveis litúrgics. Tot i així, sembla que Lleó IX va ordenar reordenar els acusats de simonia.
Assertor del primat romà, fou adversari de la unió amb l'Església grega i va contribuir a fer irreparable la ruptura entre Lleó IX i el Patriarca de Constantinoble Miquel Cerulari. Amb Esteve IX i Pere d'Amalfi, fou enviat com a legat papal a Orient per intentar una reconciliació, però, tot i ser acollit amb respecte per l'emperador Constantí IX, el patriarca va atacar asprament la idea del primat petrí i el 16 de juliol de 1054 a l'església de Santa Sofia, els legats van excomunicar Cerulari.
L'any 1058 va sostenir l'elecció al papat de Gerard de Borgonya (Papa Nicolau II) i el va persuadir de convocar a Laterà un sínode que l'any següent va aprovar el decret que exclou l'emperador i l'aristocràcia romana de qualsevol fase de l'elecció pontifícia i que va condemnar explícitament tota forma de nicolaisme i simonia.

## Pensament
Fou un fort defensor del primat pontifici i amb profunda aversió a les investidures laiques. Tot i així se'l considera el primer teòric a expressar la idea que un Papa herètic pot ser sotmès a un judici.
| « | Sovint el regne eclesial es beneficia del regne terrenal perquè els qui dins de l'Església actuen contra la fe i la disciplina són continguts pel poder dels prínceps, i la disciplina que la humanitat de l'Església no pot fer prevaldre, el poder del príncep la imposa als rebels. Així doncs, que sàpiguen els prínceps del segle que han de vetllar per l'Església que Crist els ha encomanat protegir. Car, ja sigui que la pau i la disciplina de l'Església es vegi augmentada per l'actuació dels prínceps fidels a l'Església o sigui disminuïda, Déu demanarà comptes a aquelles persones a qui va confiar el poder de la seva santa Església.HUMBERT DE SILVA CANDIDA: Adversus Simoniacus Libri III(1954-58) P. L. CXLIII. | » |

| « | Jo pregunto, doncs, per què es torna el que es té, si no és que sigui o bé per vendre de nou el patrimoni eclesiàstic, sota pretext d'ordre o de donació, o bé perquè sigui corroborada pel metropolità la primera venda; sigui pel que sigui, el que és cert és que per encobrir l'ordenació laica sota el color d'una certa legalitat eclesiàstica. La qual cosa si no s'ha fet, ni es fa, que qualsevol m'acusi de mentider. Però el que és més greu és que no només en el temps passat fou costum fer tal cosa, sinó que també ara, als nostres temps, és quelcom de corrent, com hom sap. És que oi que no e´s cert que els prínceps del segle vengueren i venen les coses de l'Església sota el fals nom d'investidura i més tard sota el nom de consagració episcopal?HUMBERT DE SILVA CANDIDA: Adversus Simoniacos (1054-58) P.L. CXLIII | » |